# خوان من قشتالة

شعار انفانتي خوان من قشتالة

انفانتي خوان القشتالي (إشبيلية؛ 15 مايو / 25 يوليو 1260 - بينوس بوينتي؛ 25 يونيو 1319)؛ هو ابن ألفونسو العاشر الحكيم ملك قشتالة وليون وفيولانتي ابنة خايمي الأول ملك أراغون، ومن المعروف أنه طالب بالعرش ليون وجليقية وإشبيلية بين عامي (1296-1301) وذلك في عهد ابن أخيه فرناندو الرابع ادعى نفسه خوان الأول ملك ليون، ولكن في عام 1300 اتفق مع فرناندو الرابع ودخل في خدمته، حتى أنه أصبح وصي العرش على ابنه ألفونسو الحادي عشر بعد وفاته في عام 1312 بجانب الملكة الأم ماريا دي مولينا وانفانتي بيدرو، لورد كاميروس.
أصبح أول لورد بالنثيا دي كامبوس وبيسكاي من خلال زواجه الثاني من ماريا الثانية دياث دي هارو وتسبب هذه إقطاعية إلى صراع مع عم زوجته دييغو الخامس لوبيز دي هارو.